# چیزی که من لازم دارم
«چیزی که من لازم دارم» تک‌آهنگی از گروه موسیقی پاپ راک وان‌ریپابلیک است که در سال ۲۰۱۳ میلادی منتشر شد. این تک‌آهنگ در آلبوم مادری (آلبوم) قرار داشت.
این تک‌آهنگ در چارت‌های، لهستان، اسکاتلند، بریتانیا در رتبه اول و در چارت‌های ایرلند، استرالیا، اتریش، نیوزلند جزو ده ترانه اول قرار گرفت.